# Hydra (альбом Within Temptation)
Hydra — шестой студийный альбом нидерландской симфоник-метал группы Within Temptation, был выпущен 31 января 2014 года. В записи песен альбома участвовали: Говард Джонс (бывший член группы Killswitch Engage), рэпер Xzibit, рок-певица Тарья Турунен (ex-Nightwish) и Дэйв Пёрнер (группа Soul Asylum).

## Название
Согласно древнегреческой мифологии Гидра — змееподобное чудовище с ядовитым дыханием, обитавшее в подземных водах. Гидра считалась непобедимой, так как из одной отрубленной у неё головы, вырастали две новые. Вот что по этому поводу, говорит музыкант группы Роберт Вестерхольт: «Гидра — идеальное название для нашего альбома, потому что, как и мифический монстр, альбом отражает много различных сторон нашей музыки».

## История создания альбома
Процесс написания альбома начался в 2012 году, и в первой половине года шесть песен было написано. Мировой релиз альбома был запланирован на сентябрь. Систематически в нескольких интервью о процессе записи альбома, Вестерхольт заявлял, что в альбоме присутствует гроулинг. В середине мая басист Йерун ван Вен отправился в студию для записи басовой партии для первых пяти песен. В конечном счёте группа заключила контракт с Nuclear Blast. Также группа заключила лицензионное соглашение об издании альбома в Великобритании. Как только запись барабанов и вокала была завершена, 26 августа группа приступила к записи гитар, и закончила запись 22 октября.
30 августа группа объявила, что первый сингл «Paradise (What About Us?)» войдет в состав мини-альбома, который также будет включать в себя три демо-трека грядущего альбома, а именно: «Let Us Burn», «Silver Moonlight» и «Dog Days». Сразу после этих заявлений, Шарон ден Адель сказала: «Выпуская эти демо, мы хотим пригласить вас в нашу домашнюю студию и показать, как мы ловим идеи песен на ранней стадии создания нового альбома. Эти демо-версии далеки от их окончательного варианта в альбоме, но мы даём вам намёк над чем мы работаем. Это будет интересно, услышать, как будет звучать конечный результат, когда альбом будет выпущен». После заявления, что ведущий сингл будет записан с участием гостевого музыканта, 13 сентября группа официально объявила, что это будет Тарья. Название альбома было раскрыто только 8 ноября вкупе с официальным треклистом, списком приглашённых музыкантов и обложкой, сделанной Romano Molenaar, тем же художником, который создал обложку альбома The Unforgiving.

## Обзоры
Ранние отзывы на альбом были положительны. В первом публичном отзыве об альбоме, сделанном немецким радио Rock Antenne, он классифицируется как «быстрый» и «тяжелый» и оценивается в 5 из 5. Музыкальный журнал Reflections of Darkness оценил альбом 10/10, классифицируя его как более «приземленный и современный» по сравнению с предыдущими релизами, которые представляются больше атмосферой «небесной романтики и холода». Комментируя «модные влияния» (приглашённые музыканты и различные музыкальные направления), обзор заканчивается заявлением, что «всё-таки симфо-метал и прогрессив-элементы здесь для тех, кто не устает от безупречности, кто ценит качественную музыку и кому не чуждо классическое наследие».

## Список композиций
| №                   | Название                    | Музыка                        | Длительность |
| ------------------- | --------------------------- | ----------------------------- | ------------ |
| 1.                  | «Let Us Burn»               | Westerholt, Gibson            | 5:31         |
| 2.                  | «Dangerous»                 | Westerholt, Gibson            | 4:53         |
| 3.                  | «And We Run»                | den Adel, Westerholt, Joiner  | 3:50         |
| 4.                  | «Paradise (What About Us?)» | den Adel, Martijn Spierenburg | 5:19         |
| 5.                  | «Edge of the World»         | den Adel, Juno Jimmink        | 4:55         |
| 6.                  | «Silver Moonlight»          | den Adel, Spierenburg         | 5:16         |
| 7.                  | «Covered by Roses»          | den Adel, Spierenburg         | 4:47         |
| 8.                  | «Dog Days»                  | den Adel, Spierenburg         | 4:47         |
| 9.                  | «Tell Me Why»               | Westerholt, Gibson            | 6:12         |
| 10.                 | «Whole World Is Watching»   | Westerholt, Gibson            | 4:03         |
| Общая длительность: | Общая длительность:         | Общая длительность:           | 49:33        |

| №                   | Название                                                                  | Автор(ы)                                                                             | Длительность |
| ------------------- | ------------------------------------------------------------------------- | ------------------------------------------------------------------------------------ | ------------ |
| 11.                 | «Radioactive» (Imagine Dragons cover)                                     | Ben McKee, Daniel Platzman, Dan Reynolds, Wayne Sermon, Alexander Grant, Josh Mosser | 3:14         |
| 12.                 | «Summertime Sadness» (Lana Del Rey cover)                                 | Lana Del Rey, Rick Nowels                                                            | 4:06         |
| 13.                 | «Let Her Go» (Passenger cover)                                            | Michael David Rosenberg                                                              | 3:43         |
| 14.                 | «Dirty Dancer» (Enrique Iglesias cover)                                   | Enrique Iglesias, Nadir Khayat, Evan Bogart, Erika Nuri, David Quiñones              | 4:14         |
| 15.                 | «Grenade» (Bruno Mars cover, Japan edition only)                          | Bruno Mars, Philip Lawrence, Ari Levine, Brody Brown, Claude Kelly, Andrew Wyatt     | 3:44         |
| 16.                 | «The Power of Love» (Frankie Goes to Hollywood cover, Japan edition only) | Peter Gill, Holly Johnson, Mark O'Toole                                              | 4:00         |
| 17.                 | «And We Run» (Evolution track)                                            | den Adel, Westerholt, Joiner                                                         | 5:40         |
| 18.                 | «Silver Moonlight» (Evolution track)                                      | den Adel, Spierenburg                                                                | 6:04         |
| 19.                 | «Covered by Roses» (Evolution track)                                      | den Adel, Spierenburg                                                                | 4:42         |
| 20.                 | «Tell Me Why» (Evolution track)                                           | Westerholt, Gibson                                                                   | 4:59         |
| Общая длительность: | Общая длительность:                                                       | Общая длительность:                                                                  | 44:26        |

| №                   | Название                                 | Длительность |
| ------------------- | ---------------------------------------- | ------------ |
| 21.                 | «Let Us Burn» (instrumental)             | 5:31         |
| 22.                 | «Dangerous» (instrumental)               | 4:53         |
| 23.                 | «And We Run» (instrumental)              | 3:50         |
| 24.                 | «Paradise» (instrumental)                | 5:20         |
| 25.                 | «Edge of the World» (instrumental)       | 4:55         |
| 26.                 | «Silver Moonlight» (instrumental)        | 5:16         |
| 27.                 | «Covered by Roses» (instrumental)        | 4:47         |
| 28.                 | «Dog Days» (instrumental)                | 4:47         |
| 29.                 | «Tell Me Why» (instrumental)             | 6:12         |
| 30.                 | «Whole World Is Watching» (instrumental) | 4:02         |
| Общая длительность: | Общая длительность:                      | 49:32        |

## Позиции в чартах
| Чарт (2014-15)                               | Позиция |
| -------------------------------------------- | ------- |
| Австралия (ARIA)                             | 26      |
| Австрия (Ö3 Austria)                         | 5       |
| Бельгия/Фландрия (Ultratop)                  | 4       |
| Бельгия/Валлония (Ultratop)                  | 13      |
| Канада (Canadian Albums Chart)               | 25      |
| Чехия (ČNS IFPI)                             | 1       |
| Дания (Hitlisten)                            | 27      |
| Нидерланды (Album Top 100)                   | 1       |
| Финляндия (Suomen virallinen lista)          | 2       |
| Франция (SNEP)                               | 13      |
| Германия (Media Control)                     | 4       |
| Ирландия (IRMA)                              | 87      |
| Италия (Classifica album)                    | 73      |
| Япония (Oricon)                              | 22      |
| Норвегия (VG-lista)                          | 15      |
| Польша (ZPAV)                                | 4       |
| Португалия (AFP)                             | 11      |
| Russian Albums                               | 9       |
| Шотландия (Scottish Albums Chart)            | 5       |
| Испания (PROMUSICAE)                         | 28      |
| Швеция (Sverigetopplistan)                   | 12      |
| Швейцария (Schweizer Hitparade)              | 2       |
| Великобритания (UK Albums Chart)             | 6       |
| Великобритания (UK Independent Albums Chart) | 2       |
| UK Rock & Metal Albums (OCC)                 | 1       |
| США (Billboard 200)                          | 16      |
| США (Billboard Digital Albums)               | 12      |
| США (Billboard Top Rock Albums)              | 4       |
| США (Billboard Top Hard Rock Albums)         | 1       |

| Чарт (2014)                        | Позиция |
| ---------------------------------- | ------- |
| Belgian Albums (Ultratop Flanders) | 77      |
| Belgian Albums (Ultratop Wallonia) | 134     |
| Dutch Albums (MegaCharts)          | 35      |
| German Albums (Offizielle Top 100) | 86      |
| Swiss Albums (Schweizer Hitparade) | 90      |
| US Billboard Hard Rock Albums      | 45      |